# Sherry Calvert
Sherry Lynn Calvert (* 6. Juni 1951 in Los Angeles) ist eine ehemalige US-amerikanische Speerwerferin.
1971 gewann sie Silber bei den Panamerikanischen Spielen in Cali. Bei den Olympischen Spielen 1972 in München schied sie in der Qualifikation aus.
1975 siegte sie bei den Panamerikanischen Spielen in Mexiko-Stadt. Bei den Olympischen Spielen 1976 in Montreal kam sie erneut nicht über die Vorrunde hinaus.
Viermal wurde sie US-Meisterin (1970–1972, 1978).
Ihre persönliche Bestleistung von 63,38 m stellte sie am 7. Juli 1978 in Berkeley auf.